# Loro ed io
Loro ed io (titolo originale: They and I) è un romanzo di Jerome Klapka Jerome del 1909.

## Trama
Descrizione di un quadro famigliare inglese a cavallo tra il XIX ed il XX secolo. Anche se con meno gag di Tre uomini in barca e di Tre uomini a zonzo, contiene comunque quel sano umorismo toccante, che l'autore inglese sapeva dare, nel descrivere i suoi rapporti con la moglie e i figli e la vita di campagna.
Il libro, come molti altri di Jerome, è scritto in prima persona. L'autore si presenta come uno dei protagonisti del breve romanzo, impegnato nel cercare di far capire al figlio adolescente l'importanza dell'impegno scolastico, e gioioso della figlia più piccola, intelligente e impertinente. Lo svilupparsi del romanzo, in una breve vacanza, porterà i figli a capire meglio il padre e il padre a capire meglio i figli.